# Qualia
I qualia (plurale neutro del latino quale, e cioè "qualità, attributo, modo") sono, nella filosofia della mente, gli aspetti qualitativi delle esperienze coscienti. Ogni esperienza cosciente ha una sensazione qualitativa diversa da un'altra. Ad esempio, l'esperienza che proviamo nell'assaporare un gelato è qualitativamente diversa da quella che cogliamo quando contempliamo La Gioconda di Leonardo. I qualia sono estremamente specifici e caratterizzano essenzialmente le singole esperienze coscienti.

## Caratteristiche
John Searle ha sostenuto che «ogni stato cosciente è caratterizzato da una sensazione qualitativa»: qualsiasi esperienza cosciente comporterebbe una sensazione qualitativa particolare, dall'esperienza del dolore ad un semplice calcolo aritmetico. Searle infatti afferma che la semplice esperienza, ad esempio, dell'addizione cambia qualità a seconda della lingua in cui è stata eseguita l'operazione. Così ogni esperienza cosciente ha una qualità a seconda del modo in cui accede alla coscienza.

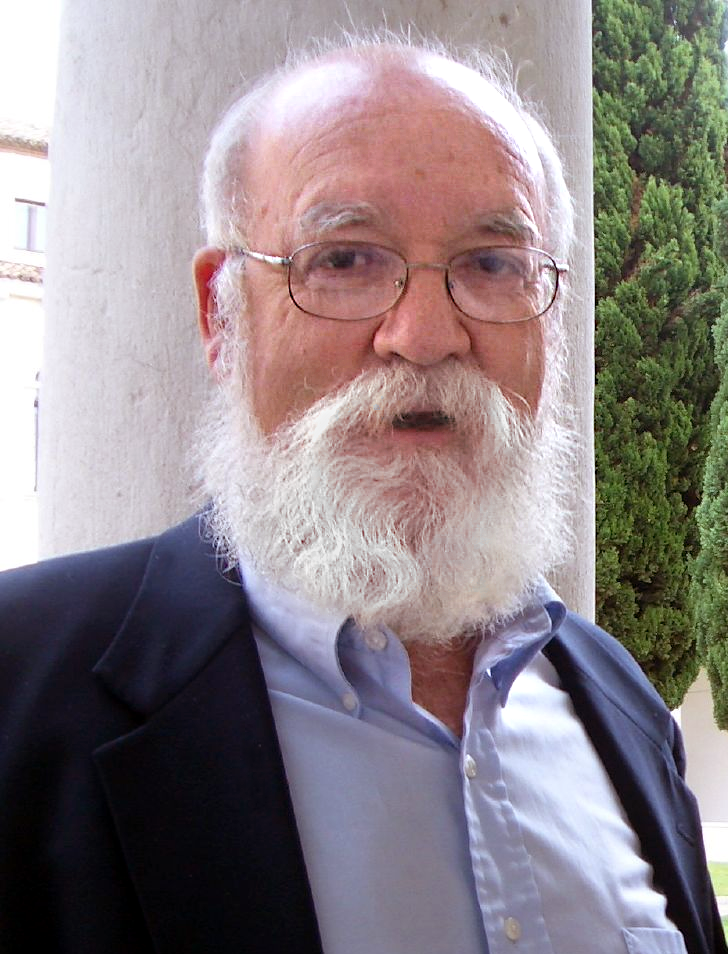
Il filosofo e scienziato cognitivo Daniel Dennett

Il filosofo Daniel Dennett ha definito i qualia «i modi in cui le cose ci sembrano» e ne ha tracciato quattro proprietà fondamentali:
1. Ineffabili perché sono relativi solamente al soggetto che li esperisce, il quale non può dire agli altri come sta vedendo, gustando, odorando, ecc.
2. Intrinseci perché sono elementi semplici ed atomici, cioè non riducibili a null'altro.
3. Privati poiché relativi al soggetto che li esperisce e pertanto non paragonabili con quelli esperiti da altri soggetti.
4. Apprensibili direttamente o immediatamente nella coscienza, ovvero esperienze immediate e non inferenziali della coscienza[2].

Filosofi e scienziati si sono divisi riguardo all'esistenza dei qualia. Questa divisione ricalca fedelmente due approcci radicalmente diversi di indagare la mente e i suoi processi costitutivi. 
Da un lato i monisti materialisti, secondo i quali esiste un'unica realtà, ovvero la materia; in tal senso tutti gli eventi mentali sono l'esito di processi fisici (compresi i qualia). I materialisti hanno dato diverse interpretazioni dei qualia, ma sostanzialmente condividono il fatto che essi non esistono come entità in sé ed atomistiche ma siano invece l'esito di processi fisici.
Dall'altro lato i dualisti, secondo i quali esistono due diverse realtà irriducibili: la realtà del pensiero e la realtà della materia. Gli eventi mentali non sono riducibili alla realtà fisica o perlomeno presentano qualità differenti da quelle dei processi fisici che le determinano (dualismo delle proprietà). I qualia quindi, facendo parte della realtà del pensiero, non sono riducibili alla materia ed ai suoi processi fisici e deterministici.
In base a questa prospettiva di ricerca il filosofo australiano David Chalmers ha distinto due tipologie di problemi affrontati dalle scienze della mente: i soft problem, ovvero i problemi relativamente facili che in via teorica possono essere spiegati in termini fisici e scientifici (la comprensione del linguaggio, la percezione dei colori, etc.), e gli hard problem relativi all'esperienza soggettiva, cioè al «com'è essere un organismo conscio» ed al come è possibile che una serie di dati sensoriali provenienti da differenti canali periferici vengano poi unificati in una dimensione omogenea ed unitaria (l'esperienza soggettiva, appunto).

## Storia
I qualia compaiono per la prima volta nella storia del pensiero con la filosofia atomistica di Democrito (460 a.C. - 360 a.C.). Democrito distingueva due tipi di qualità dei corpi: le qualità primarie e le qualità secondarie. Le qualità primarie si riducevano alle proprietà degli atomi dei quali tutti i corpi non erano altro che aggregati ed erano oggettive e quantitative. Le qualità secondarie invece emergevano dalla relazione tra gli atomi dei corpi e gli atomi dell'anima: gli atomi dei corpi entravano in contatto con quelli dell'anima provocando le qualità secondarie, ovvero le sensazioni (i sapori, i colori, etc.). Ora proprio perché queste qualità nascevano dalla relazione tra oggetto e soggetto non erano considerate da Leucippo e Democrito come intrinseche alla natura bensì come «convenzioni», in ultima analisi soggettive, determinate dalla posizione e dall'ordine in cui gli atomi si dispongono accidentalmente nell'anima:
(Democrito, Raccolta dei frammenti a cura di Salomon Luria, Milano: Bompiani, 2007, fr. 95, p. 183; Diels-Kranz A 32)
Per Aristotele invece le qualità erano irriducibili alla quantità. Secondo la sua cosmologia, vi erano qualità primarie presenti nell'essenza stessa degli oggetti (cioè caldo, freddo, secco, umido), la cui interazione con gli organi di senso umani, riverberandosi nell'anima, trasmettevano qualità secondarie come gli odori, i sapori, i colori. Le qualità primarie erano dunque intrinseche ai quattro elementi di cui era costituito tutto il mondo: in particolare, freddo e secco erano qualità della terra, freddo e umido dell'acqua, caldo e umido dell'aria, caldo e secco del fuoco.
In epoca moderna a partire dal XVII secolo la distinzione tra qualità primaria e qualità secondaria venne riconsiderata a partire da Galileo Galilei (1564-1642), il quale ne Il Saggiatore (1623) sostiene che ci sono qualità dei corpi che scomparirebbero qualora non fossero direttamente percepite dai sensi e che quindi esse nascono dalla relazione tra oggetto e sensi, sebbene siano effettivamente contenute solo nei sensi; tant'è che quando la sensazione termina, cioè l'azione dell'oggetto sui sensi non ha più luogo, essa scompare e non rimane che il puro nome, a differenza invece delle qualità oggettive che, essendo inerenti all'oggetto, permangono anche quando non sono direttamente ed attualmente percepite dai sensi:
(Galileo Galilei, Il Saggiatore)

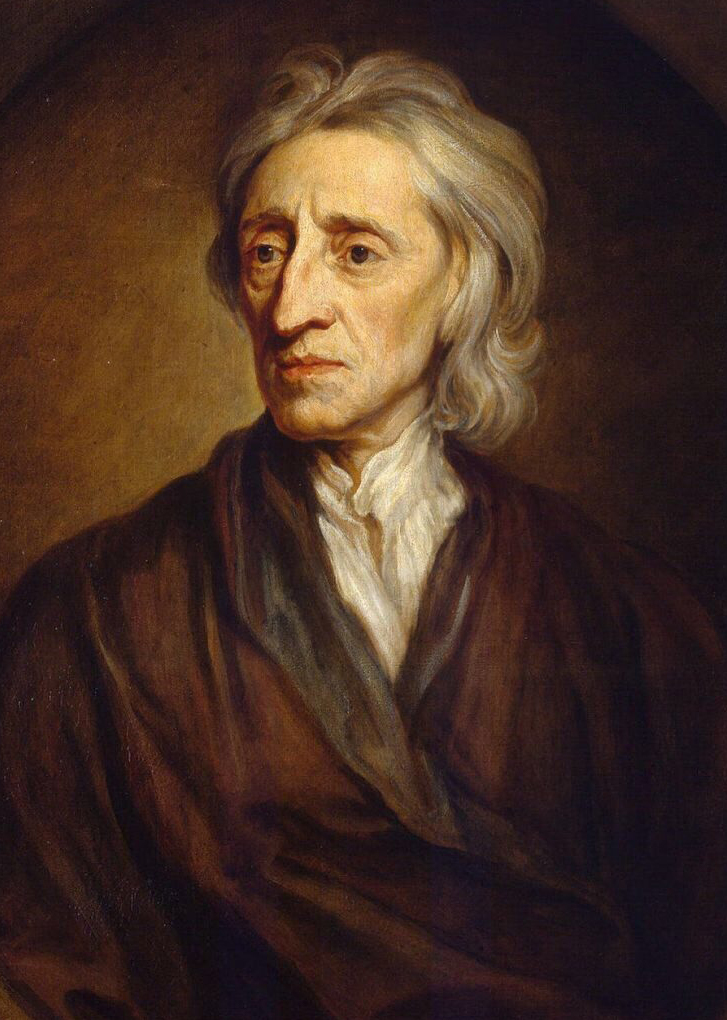
Il filosofo John Locke (1632-1704). Distinse due tipi di qualità: primarie e secondarie.

La distinzione classica tra qualità primaria e qualità secondarie viene approfondita da John Locke (1632-1704), nel suo celebre Saggio sull'intelletto umano (1690). Secondo Locke tutta la conoscenza umana deriva dai sensi mediante un processo di astrazione che astrae dalle sensazioni (idee semplici) i concetti generali (idee generali). Era pertanto necessario riuscire a distinguere quelle qualità appartenenti ai corpi fisici da quelle che invece non appartenevano ai corpi fisici seppur percepite direttamente dai sensi. Egli quindi distingue le «qualità originarie o primarie» che «sono del tutto inseparabili dal corpo in qualunque stato esso sia; e tali che in tutte le alterazioni e cambiamenti che subisce, con tutta la forza che si esercita sopra di esso, il corpo le conserve costantemente», dalle «qualità secondarie» che «in verità sono negli oggetti solo poteri di produrre in noi sensazioni varie per mezzo delle loro qualità primarie, cioè la mole, la figura e la consistenza, insieme al movimento delle parti impercettibili, quali i colori, i suoni, i gusti etc.». In ultima istanza, secondo Locke, le qualità secondarie sono il prodotto accidentale che le proprietà fisiche (primarie) dei corpi provocano nell'apparato sensoriale del soggetto.
Isaac Newton (1642-1727) fece propria la posizione di Locke integrandola tuttavia all'interno delle sue scoperte. Nel celebre saggio dedicato ai fenomeni dell'ottica, compresi i colori e la loro classificazione Newton scrive di un'importante scoperta grazie alla quale osservò la luce bianca che fatta passare attraverso un prisma si divide in tre colori differenti: giallo, viola e rosso. Nell’Ottica (1704) ipotizza quindi che nel sistema visivo dell'uomo ci deve essere qualcosa che permette alla luce bianca di riflettersi proprio come accade col prisma. A causa di questa peculiarità possiamo percepire i singoli colori, i quali pertanto non sono delle proprietà in sé degli oggetti bensì particelle della luce bianca che colpiscono le particelle che compongono il nostro apparato sensoriale mettendole in moto:
(Isaac Newton, Ottica)
Per Galilei, Locke e Newton i qualia o, come erano definiti, «le qualità secondarie» non esistevano nel mondo reale, ma erano sostanzialmente il prodotto dell'interazione tra l'apparato sensoriale del soggetto e l'oggetto. I qualia, come i suoni, gli odori o i colori, erano quindi una costruzione del corpo umano e non godevano dello stesso statuto ontologico delle qualità primarie, come il moto, il peso, la grandezza, ecc. Come per gli antichi atomisti, anche per questi pensatori moderni la distinzione tra un mondo interiore ed un mondo esteriore, tra soggettivo ed oggettivo, aveva il suo prezzo in termini gnoseologici. L'unica conoscenza vera era quella che aveva a che fare con le proprietà oggettive dei corpi, perché erano queste le uniche ad essere reali.
Il reverendo George Berkeley (1685-1753) portò all'estremo la teoria delle qualità primarie e qualità secondarie. Secondo Berkeley, infatti, non vi è differenza tra qualità primaria e qualità secondaria in quanto entrambe sono percepite dal soggetto. Se, infatti, le qualità secondarie esistono solo perché sono percepite dal soggetto, non vi è motivo di credere che quelle primarie esistano a prescindere dal soggetto: gli oggetti esistono in quanto sono percepiti (esse est percipi).
Le posizioni materialistiche appena esaminate non convincevano appieno alcuni pensatori, primo fra tutti il filosofo e matematico René Descartes (1596-1650). Descartes non rifiutava l'idea che i qualia potessero essere il prodotto dell'interazione di particelle materiali, ma affermava anche che non potevano ridursi ad essere solamente ciò; infatti, a suo avviso, le spiegazioni materialistiche erano piuttosto limitate in quanto eliminavano il prodotto stesso dell'interazione delle particelle, vale a dire la sensazione che veniva percepita dal soggetto. Nel capitolo primo della sua opera pubblicata postuma Il Mondo o Trattato della luce compie un'analogia molto intuitiva tra le particelle che causano la sensazione e il suono delle parole pronunciate che provocano in noi l'immagine del significato, sostenendo che il significato delle parole è qualcosa di ben diverso dal mezzo materiale attraverso cui viene trasmesso, cioè il suono delle parole, così come la sensazione è ben diversa dai mezzi materiali attraverso cui è trasmessa:
(René Descartes, Il Mondo o Trattato della luce)

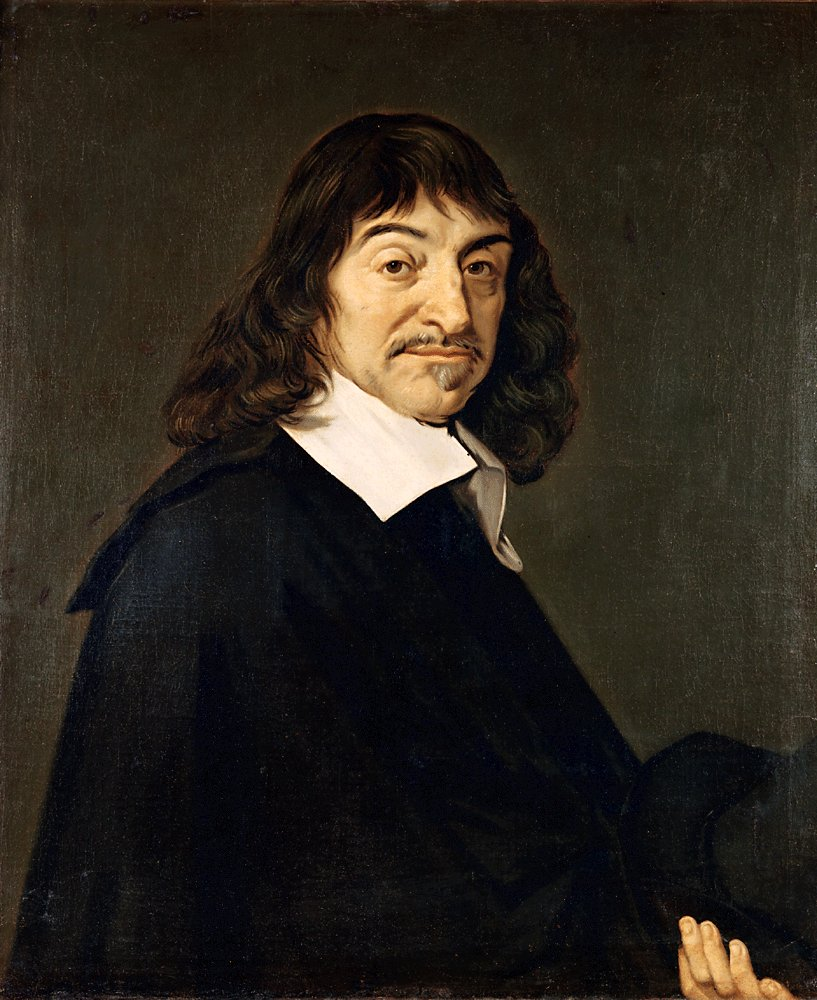
Il filosofo e matematico René Descartes (1596-1650). Sostenne l'esistenza di due realtà irriducibili: res cogitans e res extensa.

In altre parole per Descartes le sensazioni, così come venivano percepite dal soggetto, non erano semplicemente riducibili all'azione di particelle. Se ci limitassimo a ciò, allora dovremmo dire che il dolore è l'esito del moto di particelle, ma quando noi percepiamo il dolore non ci accorgiamo affatto del movimento delle particelle che lo provocano. 
Il corpo, secondo Descartes, era composto da tanti filamenti, i nervi, che si irradiavano a partire dal cervello per tutta la superficie corporea. Il corpo era costituito anche dagli «spiriti animali», ovvero le particelle ignee che compongo il fluido ematico. Ora, quando le particelle di un oggetto sensibile toccano la superficie corporea questi filamenti «tirano istantaneamente le parti del cervello da cui provengono, aprendo in pari tempo l'ingresso di certi porti collocati nella superficie interna del cervello stesso, e attraverso questi gli spiriti animali contenuti nelle cavità cerebrali prendono subito a fluire dirigendosi verso i nervi ed i muscoli che nella macchina servono a determinare dei movimenti perfettamente simili a quelli naturalmente eccitati in noi quando i nostri sensi sono toccati allo stesso modo».
Nel momento in cui si verifica questo processo fisico il soggetto sente qualcosa, ossia è cosciente di qualcosa. La domanda che si poneva Descartes era come fosse possibile che il semplice movimento di particelle potesse provocare una così ampia gamma qualitativa di sensazioni, dal dolore al sapore. E ancora, come possono delle particelle materiali ed inconsce dar origine ad un'esperienza immateriale e conscia? Dopotutto se ci limitiamo alla descrizione del processo fisico non troviamo nulla che sia come il colore o come il dolore. Troviamo solamente alcune particelle che interagiscono tra di loro.
Queste perplessità vengono ben rese dal filosofo tedesco Gottfried Leibniz (1641-1716) il quale, nel suo capolavoro Monadologia (1714), scrive:
Immaginiamo una macchina strutturata in modo tale che sia capace di pensare, di sentire, di avere percezioni; supponiamola ora ingrandita, con le stesse proporzioni, in modo che vi si possa entrare come un mulino. Fatto ciò, visitando la macchina al suo interno, troveremo sempre e soltanto pezzi che si spingono a vicenda, ma nulla che sia in grado di spiegare una percezione.
Quindi la percezione va cercata nella sostanza semplice, non già nel Composto, cioè nella macchina.»
(Gottfried Leibniz, Monadologia)
Secondo questi filosofi, le filosofie materialistiche nel momento in cui si apprestano a spiegare i processi fisici che provocano le sensazioni inevitabilmente lasciano qualcosa fuori dalle loro descrizioni fisiche. Sia per Descartes sia per Leibniz, questa divisione tra il processo fisico che provoca la sensazione e la sensazione stessa non può essere superata a discapito della stessa sensazione, cioè eliminando la sua esistenza riducendola al mero moto delle particelle. Allo stesso tempo non si può negare che il processo fisico concorra necessariamente a far emergere nell'esperienza cosciente una determinata sensazione. Descartes pertanto si trovava nella situazione di non poter negare l'esistenza né delle sensazioni né tanto meno dei processi fisici che soggiacciono ad esse. Per questo motivo postula l'esistenza di due realtà ben distinte: res cogitans e res extensa.
Queste due sostanze hanno praticamente qualità opposte: la res cogitans è libera, sensibile, immateriale, indeterminata, indivisibile, la res extensa è materiale, insensibile, determinata, divisibile, inoltre è vincolata alle leggi della fisica. I qualia, in fin dei conti, non erano altro che il risultato dell'interazione tra queste due realtà così distinte. Se, da un lato, il dolore poteva essere spiegato fisicamente come processo che coinvolgeva alcune particelle, dall'altro, era anche una sensazione reale provocata dallo stesso processo fisico che agiva sulla res cogitans. Così, per Descartes, la descrizione fisica degli eventi mentali (come i qualia) in terza persona, non potrà mai coincidere con la descrizione soggettiva in prima persona poiché appartenenti a domini assolutamente diversi.
Il dualismo interazionista di Descartes, definito anche interazionismo, lasciava aperta ancora una questione di fondamentale importanza: com'è possibile l'interazione tra una sostanza materiale ed una immateriale? Com'è possibile che determinate configurazioni di particelle materiali provochino determinate sensazioni immateriali?

## La teoria dell'identità
Secondo la teoria dell'identità ogni stato mentale è uno stato cerebrale. Le sensazioni, quindi, non sono altro che «un processo cerebrale di specie X». Quando il soggetto sostiene di «avvertire dolore» o di «vedere il blu» in realtà non sta aggiungendo nulla all'esperienza, ma sta semplicemente compiendo un resoconto verbale di un processo cerebrale:
(John J. C. Smart, teorico dell'identità)
E il fatto che vi sia un linguaggio (quello dei qualia) che ha una logica differente da quella dei processi cerebrali non ci legittima a pensare che il primo aggiunga qualcosa al secondo. Se ammettessimo che il linguaggio delle sensazioni aggiunge qualcosa al linguaggio dei processi fisici, allora dovremmo anche sostenere che il linguaggio delle sensazioni descrive qualcosa che non è il processo fisico; in questo caso, infatti, le sensazioni descritte avrebbero delle qualità o proprietà che non appartengono ai processi fisici: le sensazioni non sarebbero la stessa cosa dei processi fisici che le provocano. I teorici dell'identità sostengono, al contrario, che le proprietà della mente sono identiche alle proprietà del cervello in base al principio dell'indiscernibilità degli identici secondo cui se l'oggetto x è identico all'oggetto y, allora ogni proprietà di x deve essere anche una proprietà di y. Il linguaggio dei qualia è diverso da quello degli stati cerebrali perché concettualizza differentemente gli stati cerebrali. Tuttavia questa concettualizzazione non aggiunge nulla agli stati cerebrali.
Ma se la descrizione della sensazione non è che il resoconto verbale di un processo cerebrale, perché allora le sensazioni ci appaiono così diverse tra di loro? Ad esempio la sensazione della fame è una sensazione diversa da quella della sete.
La risposta è una versione particolare della teoria dell'identità, detta teoria dell'identità tipo-tipo. Secondo questa teoria ogni tipo di sensazione è riducibile ad un tipo di processo fisico, per esempio «avvertire il dolore» è avere un particolare tipo di fibre nervose (fibre-C) che scaricano e trasmettono segnali bioelettrici dalla periferia sensoriale al sistema nervoso centrale.

## Il comportamentismo logico
Possiamo definire il comportamentismo logico come una metateoria della teoria dell'identità. Esso prende le mosse da alcune osservazioni del logico e filosofo Ludwig Wittgenstein (1889-1951) e dal comportamentismo psicologico. 
Secondo Wittgenstein il linguaggio delle sensazioni non è un linguaggio privato; esso invece appartiene al linguaggio pubblico, cioè un linguaggio le cui regole sintattiche e semantiche possono essere seguite da una comunità di parlanti. Altrimenti, il soggetto che avverte la sensazione X applicherebbe in modo arbitrario una determinata parola a quella sensazione. Il fraintendimento filosofico di base, secondo Wittgenstein, sta nel considerare la sensazione una specie di oggetto interiore privato.
Supponiamo che ciascuno abbia una scatola in cui c’è qualcosa che noi chiamiamo «coleottero». Nessuno può guardare nella scatola dell’altro; e ognuno dice di sapere che cos’è un coleottero soltanto guardando il suo coleottero. – Ma potrebbe ben darsi che ciascuno abbia nella sua scatola una cosa diversa. Si potrebbe addirittura immaginare che questa cosa mutasse continuamente. – Ma supponiamo che la parola «coleottero» avesse tuttavia un uso per queste persone. – Allora non sarebbe quello della designazione di una cosa. La cosa contenuta nella scatola non fa parte in nessun caso del giuoco linguistico; nemmeno come un qualcosa: infatti la scatola potrebbe anche essere vuota. [...]
Questo vuol dire: Se si costruisce la grammatica dell’espressione di una sensazione secondo il modello "oggetto e designazione", allora l’oggetto viene escluso dalla considerazione, come qualcosa di irrilevante.»
(Ludwig Wittgenstein, Ricerche filosofiche)
Il comportamentismo logico parte dall'ultima osservazione di Wittgenstein, la quale sostiene che nel modello linguistico della designazione, che si limita a descrivere ciò che è osservabile direttamente e verificabile pubblicamente, i qualia non sono osservabili. Di conseguenza, essi vanno eliminati da qualsiasi pretesa scientifica.
Occorre però sottolineare che quasi tutti gli studiosi di Wittgenstein insistono sul fatto che le conclusioni del comportamentismo logico sono assai rigide e per molti versi lontane dalla concezione wittgensteiniana. Ben lontano dal sostenere una riduzione delle emozioni ai comportamenti (del soggettivo all'oggettivo), Wittgenstein elaborò una concezione nuova e molto articolata, sottolineando la continuità tra interno ed esterno, soggettivo ed oggettivo. Fautore del comportamentismo logico è invece, tra gli altri, Carl Gustav Hempel (cfr.).
Secondo il comportamentismo psicologico di John Watson (1878-1958) e di Burrhus Skinner (1904-1990), tutto ciò che ha a che fare con la mente non può essere osservato e controllato mediante sperimentazione, per cui deve essere escluso dall'indagine scientifica. La conclusione fu che gli stati mentali, come le sensazioni, non rientravano nel campo della scienza perché non controllabili sperimentalmente e non osservabili direttamente: la mente era una black box. La psicologia, quindi, doveva avere a che fare solamente con ciò che è osservabile: il comportamento.
Gli studi di Skinner, che si rifacevano a quelli del fisiologo russo Ivan Pavlov (1849-1936), confermando che il comportamento di un animale poteva essere condizionato dall'ambiente (condizionamento classico), mostrarono inoltre come si avessero situazioni nelle 
quali il comportamento precedeva lo stimolo, e quest'ultimo agisse pertanto da rinforzo (condizionamento operante); in entrambi i casi, era possibile ottenere dall'animale una "risposta condizionata", o comportamento condizionato. I comportamentisti conclusero che il comportamento è semplicemente un insieme di disposizioni a comportarsi in un determinato modo a seconda degli stimoli ambientali.
Influenzato dalle ricerche dei comportamentisti psicologici il comportamentismo logico sosteneva che le descrizioni di stati mentali, come «sento dolore», non erano altro che disposizioni a comportarsi in un certo modo. Ad esempio, se sento dolore è perché mi sto comportando o sto per comportarmi in un certo modo (mi muovo, grido, mi tocco la ferita, zoppico, etc.). Il fatto che ci si stia comportando in modo ‘volontario’ (ad esempio, "ho sete, quindi prendo dell'acqua") o ‘involontario’ (ad esempio, l'aumento del battito cardiaco quando si avverte un pericolo o si ha paura) è irrilevante, giacché la volontarietà secondo i comportamentisti psicologici e logici non esiste. Ciò che si definisce ‘volontario’ è solamente la registrazione di uno stimolo (che può essere sia ambientale che fisiologico) e la disposizione ad agire in un certo modo a seconda dello stimolo registrato.
Secondo il più importante esponente del comportamentismo logico, Gilbert Ryle (1900-1976), la mente non è un'arena interiore, un teatro in cui vengono proiettati tutti gli input sensoriali e percettivi, così come voleva Descartes; piuttosto la mente è ciò che il corpo fa, l'atto esterno come risposta o disposizione a rispondere ad uno stimolo specifico:
(Gilbert Ryle, comportamentista logico)

## Critiche alla teoria dell'identità ed al comportamentismo logico
La teoria dell'identità e il comportamentismo logico sono state criticate a partire dal loro assetto epistemologico. Se infatti ogni stato mentale non è altro che uno stato o processo cerebrale, allora sarebbe possibile ridurre il vocabolario delle sensazioni ai processi cerebrali che le determinano. Ad esempio il dolore potrebbe essere semplicemente l'eccitazione delle fibre-C, posizionate all'interno del midollo spinale. Ma in base a cosa si sostiene che il dolore non è altro che l'eccitazione delle fibre-C? Certamente non in base al resoconto verbale del soggetto; infatti la teoria dell'identità e il comportamentismo negano qualsiasi impiego dell'introspezione soggettiva in quanto non scientifica. Pertanto, possiamo stabilirlo in due modi: attraverso la descrizione dei processi biochimici che si attivano quando «si avverte dolore» e attraverso la descrizione del comportamento nel contesto del «dolore».
In realtà se ci limitiamo alla descrizione dei processi biochimici non solo non troviamo nulla che ci faccia dire che quei processi sono il dolore, ma essendo coinvolti molti e diversi processi l'identificazione di uno di questi con un singolo stato mentale pare impossibile: infatti quale dei tanti processi coinvolti nell'esperienza conscia del dolore può essere identificato nello stato mentale del dolore? Si tratta di processi certamente correlati tra di loro ma che non lasciano affatto trasparire un'esperienza omogenea com'è quella del dolore. La stimolazione delle fibre-C è infatti solamente un microprocesso di un insieme di processi che si attivano in una data situazione. Il neuroscienziato ed esperto del dolore Patrick Wall ha scritto:
(Patrick Wall, neuroscienziato ed esperto del dolore)
Detto in altre parole non è possibile identificare il dolore con un singolo processo cerebrale o biochimico, tanto più che durante l'esperienza conscia del dolore sono attive diverse aree cerebrali. Dunque sarebbe perlomeno arbitrario scegliere un processo piuttosto che un altro al fine di identificarlo con l'esperienza del dolore, la quale quindi non è identificabile con un singolo processo o stato cerebrale: la teoria dell'identità si arena proprio sulle nuove conoscenze neuroscientifiche.
Anche la descrizione del comportamento sembrerebbe non essere abbastanza per stabilire quando un determinato stato è lo stato del dolore. Secondo il comportamentismo, infatti, il dolore è disposizione a reagire o a comportarsi in un determinato modo quando ci sono determinati stimoli. L'epistemologia del comportamentismo è quindi incentrata sulla previsione: se c'è x (ad esempio lo stato del dolore), allora y (si grida, si geme, si sobbalza, si zoppica, etc.). Ma non è affatto vero che se c'è lo stato del dolore, allora ci sarà la disposizione a seguire determinati e stabiliti comportamenti.
Il filosofo statunitense Hilary Putnam ipotizzò che se un bambino fosse stato allevato in una cultura che abitua a reprimere ogni manifestazione di dolore o di sofferenza, allora questa persona quando avvertirà dolore non assumerà quei comportamenti che sono comunemente associati al dolore. Con ciò Putnam vuole affermare che le risposte a determinati stimoli dipendono anche dal contesto, personale e culturale, in base al quale viene elaborato lo stimolo e per questo non è possibile parlare di disposizione ad un comportamento prestabilito. A quanto pare, questa ipotesi è stata corroborata dai dati di Wall, il quale ha osservato che le manifestazioni del dolore possono variare considerevolmente a seconda della cultura, a seconda di differenze individuali nonché delle aspettative cognitive e sociali.

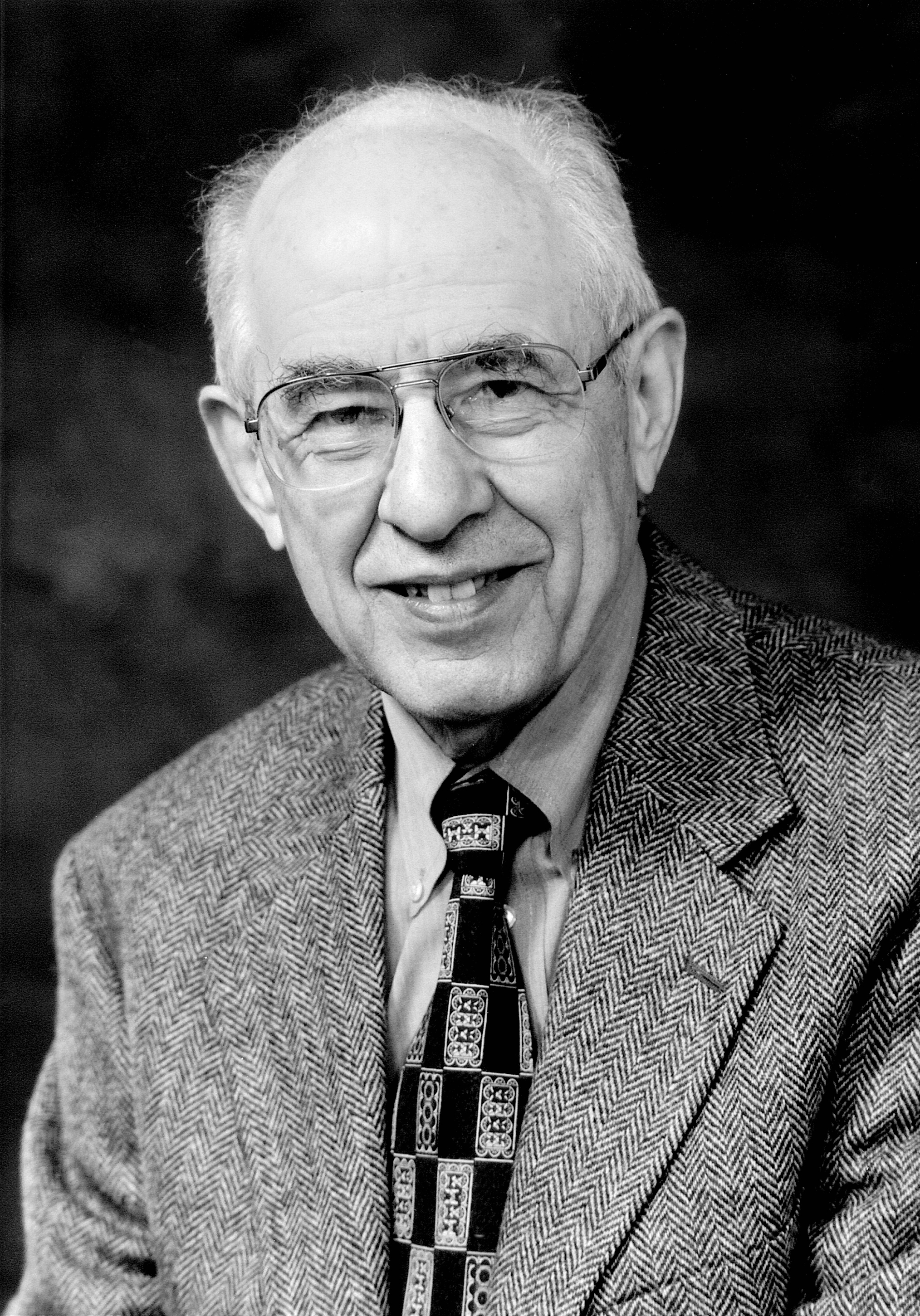
Il filosofo neopragmatista Hilary Putnam. Probabilmente il critico più efficace della teoria dell'identità.

Secondo Putnam non è possibile identificare il dolore con uno stato cerebrale né con una disposizione al comportamento. Se infatti potessimo identificarlo proprio con uno stato cerebrale, allora questo dovrebbe essere identico per ogni specie che può avvertire dolore, se infatti ammettessimo che il dolore cambia struttura da specie a specie allora non potremmo più identificarlo. Ma, sappiamo, che lo stato del dolore cambia in ogni specie. Se invece potessimo identificarlo con una disposizione ad un preciso comportamento, allora questo dovrebbe essere identico per ogni persona, ma anche questo non è vero dato che è sempre possibile reagire in modo differente: «se a un tale vengono recise le fibre del dolore, mentre un altro reprime deliberatamente tutte le risposte al dolore a causa di qualche intensa costrizione, il comportamento periferico effettivo o potenziale può essere lo stesso, ma uno solo dei due sentirà dolore».
La conclusione di Putnam è che lo stato del dolore non è identificabile con uno stato cerebrale o con una disposizione comportamentale perché è uno stato funzionale, cioè svolge una determinata funzione che è quella di evitare un danno all'organismo,: «lo stato funzionale cui alludiamo consiste nel ricevere ingressi sensoriali che svolgono un certo ruolo nell'organizzazione funzionale dell'organismo. Questo ruolo è caratterizzato, almeno in parte, dal fatto che gli organi di senso responsabili degli ingressi in questione hanno la funzione di rilevare danni al corpo, o temperature, pressioni talmente elevate da risultare pericolose, e dal fatto che gli ‘ingressi’, qualunque sia la loro realizzazione fisica, rappresentano una condizione alla quale l'organismo assegna un disvalore elevato».
Un altro limite del comportamentismo logico è stato individuato dal filosofo della scienza Alvin Goldman. Goldman sostiene che non è possibile dare una corretta definizione di molti termini mentali senza introdurre nella definizione altri termini mentali, ovvero che le descrizioni comportamentali implicano, se non addirittura nascondono, sempre un predicato mentale (desidero, voglio, etc.).
(Alvin Goldman, filosofo della scienza)

## Il funzionalismo e i qualia
Il principio fondamentale su cui si basa il funzionalismo è che le attività cognitive alte e basse, così come quelle biologiche, non sono altro che funzioni che vengono eseguite da una macchina in grado di eseguirle. Per questo due macchine materialmente diverse possono essere in grado di eseguire la medesima funzione. Le funzioni che vengono considerate dal funzionalismo sono veri e propri algoritmi, ovvero una serie di passi finiti (istruzioni) che bisogna seguire in un ordine prestabilito per realizzare un determinato fine. L'algoritmo, essendo altamente formalizzabile, può essere eseguito da macchine composte da materiali diversi.

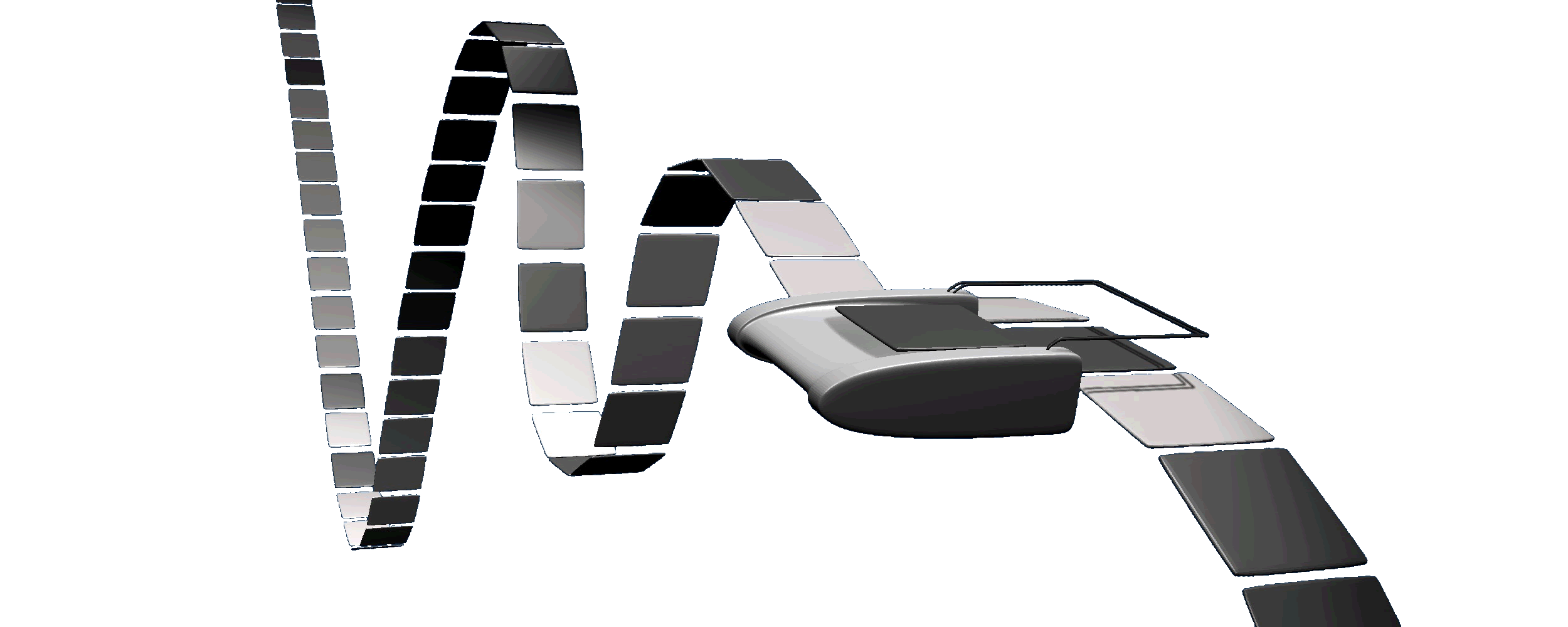
La macchina di Turing.

Il funzionalismo prese le proprie mosse dalla filosofia del grande matematico Alan Turing. Nell'articolo Macchine intelligenti Turing asserisce la tesi fondamentale del funzionalismo: ogni regola empirica o meccanica può essere eseguita da una macchina di Turing, cioè se un processo è formalizzabile come algoritmo, allora può essere eseguito da una macchina di Turing. La macchina di Turing, già descritta nel 1937, «è una macchina discreta, con una capacità di memoria infinita realizzata nella forma di un nastro infinito diviso in celle, su ciascuna delle quali può essere ristampato un simbolo, detto ‘simbolo esaminato’. La macchina può alterare il simbolo esaminato, che interviene in parte nella descrizione del suo comportamento, mentre i simboli sulle altre parti non hanno alcuna influenza. Tuttavia una delle operazioni elementari della macchina consiste nel muovere il nastro avanti e indietro, sicché ogni simbolo sul nastro può essere prima o dopo chiamato a dovere». Una macchina che si limita ad usare simboli binari come 0 e 1, ed istruzioni semplici come «vai avanti», «vai indietro», «cancella», «stampa» e «fermati» sarebbe sufficiente per risolvere qualsiasi problema computabile.
A questo punto Turing ipotizzò che se il cervello è una macchina, allora in linea teorica, per quanto possa essere complessa, sarebbe possibile simulare le sue capacità cognitive, come l'intelligenza. Nel 1950 Turing pubblicò un articolo in cui immaginava un test, detto test di Turing, in grado di stabilire se una macchina fosse in grado di essere intelligente - in realtà l'obiettivo era più ambizioso, ovvero: se potesse pensare, giacché pensare non è altro che risolvere problemi mediante algoritmi. Immaginava una persona chiusa in una camera con a disposizione un solo terminale al quale erano connessi altri due: uno gestito da un'altra persona in carne ed ossa, l'altro gestito da una macchina programmata a rispondere alle domande. La prima persona doveva indovinare quale tra i due terminali con cui comunicava era gestito dalla macchina. In tal senso poteva porre agli altri terminali diverse domande con la propria tastiera. Tuttavia se non fosse riuscito a distinguere quale dei due terminali era gestito dalla macchina, allora la macchina testata poteva essere considerata intelligente.
Per quanto riguarda la problematica dei qualia va da sé che la posizione funzionalista sostiene che essi non sono altro che algoritmi eseguiti dai sistemi rappresentazionali degli organismi. I sistemi rappresentazionali sono detti così perché rappresentano informazioni e nel caso degli organismi viventi rappresentano il mondo in cui essi agiscono ed interagiscono. Naturalmente un sistema rappresentazionale che nella elaborazione delle informazioni compie meno errori offre una maggiore probabilità di sopravvivenza all'organismo che lo possiede. La rappresentazione dell'informazione avviene attraverso la manipolazione di dati. E tale manipolazione avviene eseguendo specifici algoritmi. Secondo il funzionalismo i qualia sono informazioni che il nostro organismo elabora e registra attraverso i propri sistemi rappresentazionali e i sistemi rappresentazionali di cui disponiamo sono gli apparati sensoriali e percettivi.
Il filosofo funzionalista Fred Dretske ha sostenuto che i sistemi rappresentazionali appartenenti ad organismi biologici hanno come fine evolutivo quello di rappresentare il mondo interno ed il mondo esterno. Drestke distingue, seguendo lo psicologo cognitivo Jerry A. Fodor, a) l'avere esperienza di k (rappresentazione sensoriale) e b) l'avere pensieri (credenze, giudizi) sull'esperienza di k (rappresentazione concettuale).
Le rappresentazioni sensoriali non possono cambiare ma solamente migliorare o peggiorare le proprie prestazioni: vanno dal basso verso l'alto e quindi il soggetto non ha possibilità di modificarle dall'alto verso il basso, ma solamente dal basso attraverso opportuni addestramenti sensoriali. Sono sistemi incapsulati e dominio-specifici, cioè elaborano dati ed informazioni rientranti in un dominio specifico. Per esempio le onde sonore possono essere modulate dal sistema uditivo ma non da quello visivo; inoltre la capacità di riconoscere e di distinguere una vasta gamma di suoni implica che nel sistema uditivo siano a disposizione diversi moduli, ognuno dedicato al riconoscimento ed all'elaborazione di dati sonori specifici. Tuttavia come ha scritto Fodor:
(Jerry A. Fodor, psicologo cognitivo)
Secondo Fodor i processi modulari hanno accesso a sistemi centrali che non elaborano le informazioni in modo incapsulato bensì attraverso la formulazione di credenze e giudizi. A differenza delle rappresentazioni sensoriali, le rappresentazioni concettuali, definite da Dretske anche «metarappresentazioni», possono essere cambiate dal soggetto: il soggetto può cambiare il parere che ha su un'esperienza sensoriale, ma non può cambiare l'esperienza sensoriale che viene rappresentata dai suoi sistemi sensoriali e percettivi. Le rappresentazioni concettuali possono selezionare una rappresentazione sensoriale modulare, come ad esempio nel caso della figure gestaltiche che appaiono, a seconda dei casi, come due oggetti diversi. Questo perché le rappresentazioni concettuali non sono incapsulate come quelle sensoriali, bensì fanno parte di un'ampia rete di credenze sia personali che sociali. Per questo l'esperienza di un fenomeno o di un oggetto può essere dal punto di vista sensoriale identica per due persone ma può variare per le stesse dal punto di vista concettuale.
I sistemi rappresentazionali funzionano in modo tale da avere la ‘competenza’ di distinguere una funzione F dall'esperienza di k. Per esempio, il sistema rappresentazionale ed uditivo del pipistrello ha come competenza quella di distinguere gli ultrasuoni che l'animale emette al fine di orientarsi nell'ambiente circostante. Possiamo quindi dire che i pipistrelli hanno un'esperienza particolare degli ultrasuoni.

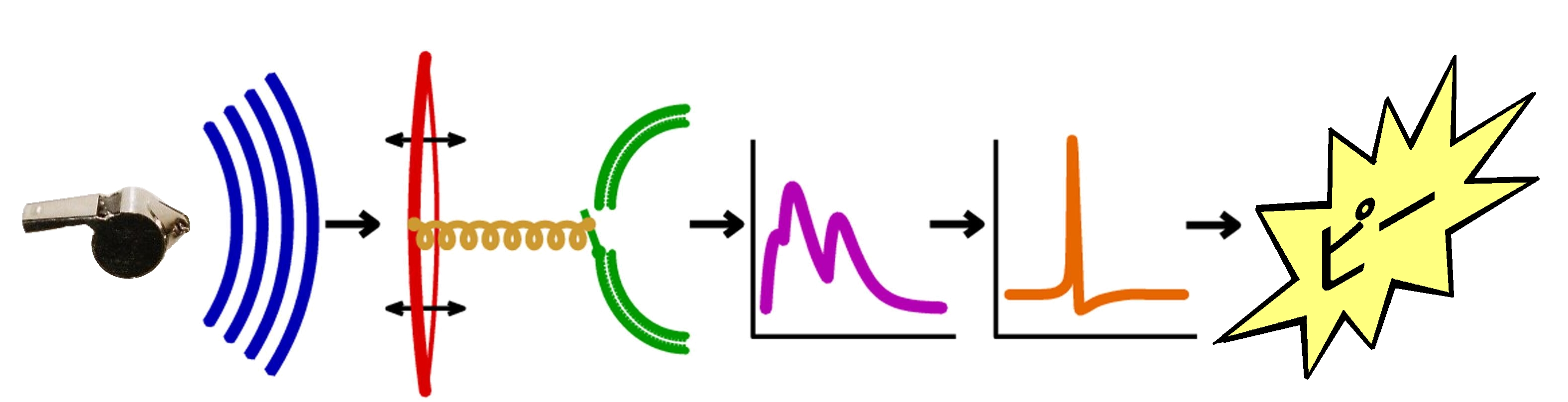
Rappresentazione schematica del quale di un fischio: dalla fonte al quale. (A sinistra: la fonte. In blu: le onde sonore. In rosso: il timpano. In giallo: la coclea. In verde: le cellule audio-recettrici. In viola: la frequenza dello spettro del suono. In arancione: l'impulso nervoso. A destra: il quale del fischio.)

Ora, per Dretske i qualia sono delle rappresentazioni che modulano fenomeni oggettivi e fisici. I qualia sono oggettivi perché rappresentano un fenomeno fisico oggettivo e privati in quanto la funzione rappresentata del fenomeno viene registrata solo da un sistema rappresentazionale dominio-specifico. La rappresentazione di un'esperienza k può variare da individuo ad individuo della stessa specie. I sistemi rappresentazionali, infatti, possono migliorare la propria rappresentazione mediante l'addestramento trial-and-error: essi sono capaci di calibrare la rappresentazione della funzione riducendo il più possibile le probabilità di errore. Con ciò Dretske non vuole sostenere che due sistemi diversamente calibrati che rappresentano la funzione F dell'esperienza k stiano rappresentando qualcosa di diverso (l'esperienza è infatti la stessa), ma che la rappresentazione di uno dei due sistemi è più accurata ed è in grado di cogliere maggiori differenze e di commettere una minore percentuale di errori. Per esempio, supponiamo che due sistemi rappresentazionali debbano riconoscere diversi vini.
Il primo, quello con una calibrazione più grossolana, non riesce a distinguere due vini giacché elabora la medesima funzione, 77. Il secondo, quello con una calibrazione migliore grazie ad un addestramento specifico, riesce a distinguere ed a riconoscere due vini poiché elabora due funzioni diverse: 77.05 e 77.80. Per questo i qualia possono variare da individuo ad individuo: ogni individuo ha i propri sistemi rappresentazionali settati con diverse calibrazioni che possono migliorare o peggiorare mediante addestramento.
Concludendo, per Dretske i qualia esistono ma non come vorrebbero i suoi sostenitori. Essi sono rappresentazioni di fenomeni fisici, per questo sono oggettivi. Sono intrinseci perché la funzione rappresentata può essere registrata solo dal sistema che la rappresenta. Sono soggettivi perché cambiano da individuo ad individuo a seconda delle calibrazioni dei propri sistemi rappresentazionali. Ma sono anche conoscibili in terza persona se il sistema rappresentazionale può trasmettere le proprie informazioni elaborate o se si comprende il progetto in base al quale funziona.
Dello stesso parere è Dennett, secondo cui il pregiudizio dell'esistenza di qualia è emerso in quanto si sono fissate delle credenze sulle rappresentazioni dei nostri sistemi sensoriali. In realtà i sistemi rappresentazionali non fanno che elaborare certe funzioni specifiche di esperienze fisiche ed oggettive. I qualia, se davvero esistono (ma Dennett in ultima analisi nega la loro esistenza almeno nel senso classico del termine), esistono solo come registrazione dei valori elaborati dai sistemi rappresentazionali che hanno come fine quello di distinguere e riconoscere i dati proveniente dall'ambiente. Essi dunque sono ineffabili solo dal punto di vista descrittivo: «sarebbe un errore trasformare il fatto che esiste inevitabilmente un limite alla nostra capacità di descrivere le cose di cui facciamo esperienza nella supposizione che nella nostra esperienza ci siano proprietà assolutamente indescrivibili». Ma essendo l'elaborazione di un sistema rappresentazionale è possibile raccogliere le informazioni elaborate dal sistema stesso, potendo così conoscere i valori registrati in una data esperienza in modo estrinseco.

## I sostenitori dei qualia
I sostenitori dell'esistenza dei qualia hanno elaborato una serie di argomenti per cercare di confutare le posizioni materialistiche che cercano di spiegare i qualia in termini puramente fisico-biologici e funzionali. Il loro obiettivo non è solo quello di dimostrare l'esistenza dei qualia ma anche di definire i limiti che le scienze fisiche e biologiche devono affrontare nell'indagine del funzionamento della mente.

### Ciò che Mary non sapeva
Nel 1986 il filosofo australiano Frank C. Jackson pubblicò un articolo che ebbe un importante successo negli ambienti filosofici internazionali. L'articolo, chiamato Ciò che Mary non sapeva, immaginava una ragazza, Mary, nata e cresciuta in una stanza priva di colori (gli unici colori permessi erano il bianco e il nero). Tuttavia a Mary era anche permesso leggere libri di neurofisiologia grazie ai quali divenne una grande esperta del funzionamento del cervello. Mary, ad esempio, sapeva come il sistema visivo umano distingueva le diverse frequenze dello spettro elettromagnetico, e quindi cosa fossero i colori. 
Ora, continua Jackson, supponiamo che Mary sia liberata e fatta uscire dalla stanza. Per la prima volta Mary vedrà i colori e apprenderà, per esempio, com'è vedere un colore rosso anche se sapeva come il suo apparato sensoriale lo distingueva dalle altre frequenze dello spettro elettromagnetico! Paradossalmente, quindi, Mary apprenderà qualcosa di nuovo riguardo ai colori anche se già sapeva cosa fossero. Questo argomento, secondo Jackson, smentisce il fisicalismo, il quale si basa sostanzialmente su descrizioni in terza persona ma non può far proprie quelle in prima persona, sebbene queste aggiungano qualcosa di nuovo all'esperienza. 
Pertanto se i qualia non esistessero non dovrebbero aggiungere nulla all'esperienza dei colori di Mary, al contrario Mary per la prima volta ha appreso com'è vedere un colore rosso, quindi i qualia esistono.

### La critica di Churchland
Il filosofo Paul Churchland ha criticato l'argomento di Jackson in quanto questi apporrebbe «una fusione tra i diversi modi di conoscere e le diverse cose conosciute dall'altro». Churchland non nega che Mary abbia effettivamente appreso qualcosa di nuovo quando ha visto per la prima volta il rosso, ma questo è accaduto perché «se Mary è stata deprivata della visione a colori, le è stata negata la possibilità di conoscere, attraverso i suoi percorsi epistemici autoconnessi una sensazione di rosso. Non c'è quantità di sapere neuroscientifico più o meno teorico che possa assimilare per costituire una sensazione di rosso in questi percorsi: infatti questi percorsi sono inattivi, tagliati fuori dalla loro normale fonte di stimoli. Qualsiasi rappresentazione di rosso da parte di Mary deve risiedere in percorsi neurali del tutto distinti, collocati in qualche altra parte del suo cervello».
Ma, chiaramente, questo modo preteorico di conoscere le cose non implica affatto che ci sia qualcosa di non fisico in ciò che viene conosciuto: semplicemente nel momento in cui Mary vede com'è il rosso per la prima volta, si attiveranno in lei dei percorsi neurali che prima, a causa della privazione dei colori, non erano mai stati attivati. L'argomento quindi confonde la conoscenza teorica con la conoscenza diretta preteorica che avviene però pur sempre attraverso processi fisici. Difatti la rappresentazione del rosso è qualcosa di ben differente dalle credenze che elaboriamo relativamente all'esperienza della rappresentazione del rosso.

### Che cosa si prova ad essere un pipistrello?
Il filosofo statunitense Thomas Nagel scrisse nel 1974 un articolo intitolato Cosa si prova ad essere un pipistrello? nel quale sosteneva che le scienze fisiche, avendo una prospettiva alla terza persona per descrivere i fenomeni mentali, non possono conoscere cosa si prova a discriminare una funzione F di una qualsiasi esperienza. Esse, cioè, possono semplicemente spiegare come avviene tale elaborazione, ovvero i meccanismi che soggiacciono ad essa. Nagel fa l'esempio del pipistrello che, com'è noto, emette ogni secondo migliaia e migliaia di ultrasuoni col fine di riuscire ad orientarsi nell'ambiente. Difatti le onde ultrasoniche rimbalzano sui vari ostacoli ambientali tornando indietro verso il pipistrello, il quale così, a seconda della lunghezza degli ultrasuoni riesce ad orientarsi nel proprio ambiente, sfuggendo ad ostacoli o pericoli, oppure individuando un'eventuale preda. Tuttavia, per quanto possiamo spiegare come ciò avvenga, non possiamo sapere cosa si prova a distinguere le proprie onde ultrasoniche, ancor di più se si pensa che l'uomo non riesce a recepire gli ultrasuoni. Secondo Nagel si tratta di un vero e proprio gap esplicativo, per cui possiamo conoscere solamente i processi fisici attraverso i quali avvengono gli eventi mentali ma non possiamo sapere cosa si prova quando questi accadono – a meno che non accadano nella nostra mente.

### Obiezioni possibili alla teoria di Nagel
L'argomento di Nagel ricorda molto da vicino quello di Jackson. Anche qui si sostiene che l'aspetto fenomenologico, cioè soggettivo, dell'esperienza non è riducibile all'aspetto fisico, cioè oggettivo. Ma, proprio come l'argomento di Jackson, anche quello di Nagel secondo alcuni confonde due livelli: quello ontologico con quello epistemico. Difatti sostenere che non possiamo sapere cosa si prova ad elaborare la funzione F dell'esperienza k non significa che ciò non avvenga attraverso processi fisici. Solo l'organismo che discrimina la funzione F dell'esperienza k sa cosa si prova a fare ciò, in quanto i percorsi neurali che si attivano facendo questa esperienza sono diversi da quelli che si attivano quando si conosce il meccanismo attraverso cui essa avviene.
Recentemente il neuroscienziato Mark Solms ha proposto una sua soluzione al problema delle differenze percettive tra terza e prima persona, definita «monismo dal duplice aspetto percettivo»:
(Mark Solms, neuropsicologo)
Dunque, secondo Solms, gli eventi mentali non sono altro che fenomeni fisici che possono però essere percepiti in due modi diversi: in prima persona ed in terza persona. Chiaramente il fatto che si possano distinguere sotto due aspetti percettivi differenti non significa che siano due fenomeni diversi, ma semplicemente che ci sono due modi per registrare lo stesso fenomeno. La loro peculiarità sta proprio nel fatto che possono essere registrati in due modi diversi, per così dire «da dentro» e «da fuori», a differenza di altri fenomeni naturali.

### L'argomento dello spettro invertito
L'argomento dello spettro invertito è entrato a far parte della letteratura filosofica da secoli – già Locke lo elaborò nel XVII sec. La versione moderna di questo argomento fu strutturato da un articolo di Ned Block e Jerry A. Fodor, chiamato Cosa non sono stati psicologici (1972). Secondo questi autori i qualia sarebbero completamente esclusi dalla conoscenza oggettiva giacché pare impossibile poterli conoscere mediante l'osservazione del comportamento e, in fin dei conti, anche dall'osservazione delle configurazioni neurali.

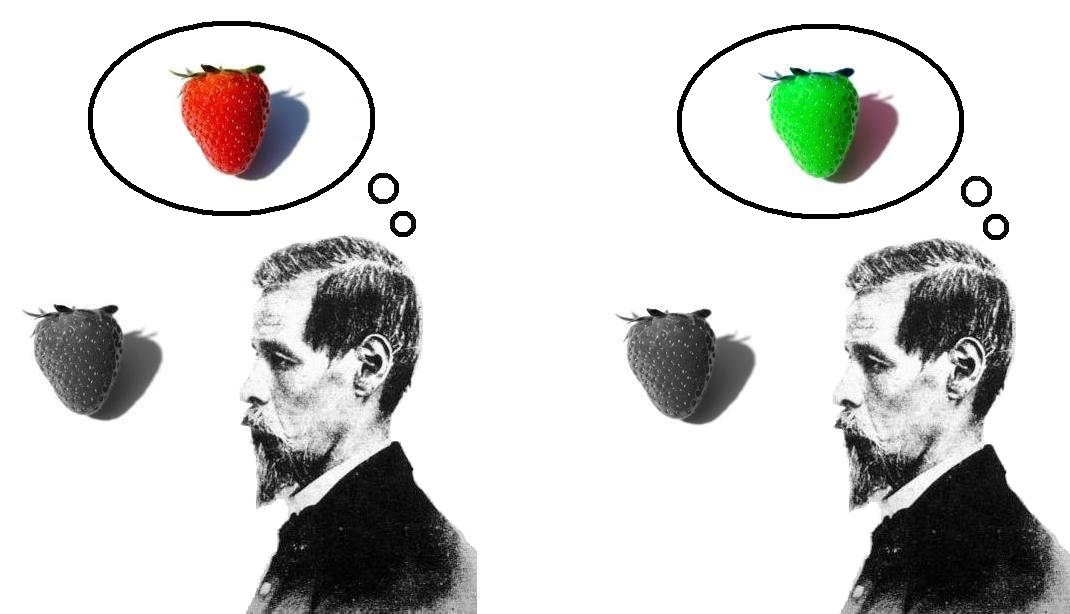
Lo spettro invertito

Per corroborare questa tesi propongono il seguente argomento. Supponiamo che lo spettro dei colori per una parte della popolazione sia completamente invertito, in modo tale che essi chiamano «vedere rosso» ciò che le persone normali chiamano «vedere verde» e viceversa. Tuttavia sarebbe impossibile diagnosticare tale rovesciamento mediante i test usuali per il daltonismo, in quanto queste persone darebbero a stimoli diversi (l'una vede il rosso, l'altra il verde) risposte identiche. Se x chiama «rosso» e vede «rosso» ciò che y chiama «rosso» ma vede «verde» ed x chiede ad y di prendere la matita «rossa», allora y prenderà la matita «rossa» (anche se la vede come «verde»). In altre parole queste persone, qualora gli fosse chiesto di dividere le matite verdi da quelle rosse, le dividerebbero allo stesso modo senza far capire che lo spettro dei colori è invertito.
In base all'argomento dello spettro invertito non solo non è possibile conoscere i qualia del soggetto dall'osservazione del comportamento ma anche dall'osservazione dei pattern neurali. Presupponiamo infatti che quando un pattern neurale si configura in un determinato modo, il soggetto esaminato dica che «vede rosso». Quel determinato pattern neurale verrà allora associato all'esperienza soggettiva del «vedere rosso», ma se, stando all'argomento dello spettro invertito, il soggetto chiama rosso ciò che per tutti gli altri è verde, allora paradossalmente quel pattern neurale non corrisponde all'esperienza soggettiva del «vedere rosso». La conclusione di questo argomento è quindi che non è possibile stabilire in terza persona in cosa consista l'esperienza soggettiva, cioè l'esperienza in prima persona è irriducibile all'esperienza in terza persona.
Tuttavia l'argomento dello spettro invertito potrebbe aver a che fare più con una questione linguistica che con una questione ontologica relativa all'esistenza o all'inesistenza dei qualia. Difatti esso si riferisce pur sempre ad una comunità di parlanti che usano le parole con specifiche regole semantiche. Il soggetto con lo spettro invertito vede rosso ciò che tutti gli altri vedono verde, ma lo chiama «verde» perché tutti i parlanti della propria comunità lo chiamano così.
In tal senso il grande filosofo Wilfrid Sellars (1912-1989) ha sostenuto che i qualia più che entità ontiche sono entità teoriche inserite all'interno di modelli linguistici intersoggettivi. L'argomento dello spettro invertito si baserebbe su ciò che Sellars definisce «il Mito del Dato», ossia «l'idea che l'osservazione, in senso stretto, sia costituita da episodi non verbali auto-evidenti la cui autorità viene trasmessa alle esecuzioni verbali e quasi-verbali quando queste vengono compite in conformità alle regole semantiche del linguaggio». Secondo il Mito del Dato quindi nell'esperienza soggettiva si danno le cose in un modo completamente preteorico, «così come sono» o «così come appaiono». Il linguaggio, cioè i modelli di interpretazione della realtà, subentrerebbero solo successivamente alla percezione diretta. Al contrario Sellars sostiene che anche la percezione è intrisa e condizionata dai modelli linguistici della comunità del soggetto. Difatti il soggetto per dire «questo è rosso» deve già avere una precomprensione dell'uso della parola «rosso» e l'uso di tale parola viene acquisito in base al modello linguistico della comunità dei parlanti. L'esperienza soggettiva del «rosso», quindi, prende forma solamente quando rientra all'interno di un modello teorico che definisce «cos'è rosso». Sono gli usi delle parole all'interno di un certo modello linguistico che ci permettono di definire alcuni aspetti dell'esperienza che altrimenti non rientrerebbero nell'uso quotidiano. In ogni caso l'esperimento mentale dello spettro invertito indicherebbe ancor di più che i qualia non sono entità preteoriche, accessibili in modo puro al soggetto, bensì entità teoriche che permettono di codificare l'esperienza in un modo specifico. Il pregiudizio dell'esistenza in sé dei qualia nasce quando si crede che l'entità teorica sia in realtà un'entità ontica.
Una variante dell'argomento è presentata da Dennett: supponiamo che ad un soggetto siano invertiti, durante il sonno, i canali «periferici» che producono i qualia del rosso e del verde, in modo tale che al suo risveglio il soggetto veda verde ciò che prima era rosso (ad esempio il sangue) e veda rosso ciò che prima era verde (per esempio gli alberi sempreverdi). Naturalmente il soggetto si stupirebbe ed esclamerebbe: «Perdio! È successo qualcosa! O sono stati invertiti i miei qualia o sono state invertite le mie reazioni ai qualia collegate alla memoria chissà!». Il fatto che il soggetto nota vividamente che c'è qualcosa che non va nella sua esperienza attuale farebbe esultare di vittoria i sostenitori dei qualia. In realtà, secondo Dennett, questo esperimento mostra che il soggetto introspettivamente non può stabilire se i canali periferici dei qualia sono stati manomessi o se c'è qualcosa che non va con la memoria dei qualia. Ciò dimostrerebbe che il soggetto non dispone di una cognizione privilegiata dei qualia. Potrebbe benissimo ipotizzare di aver usato in modo non corretto le parole «rosso» e «verde»!

### L'argomento di Block
Nel 1978 il filosofo della scienza Ned Block pubblicò un articolo chiamato Problemi del funzionalismo. L'obiettivo dell'articolo è quello di criticare l'idea funzionalista secondo cui gli eventi mentali non sono altro che algoritmi eseguiti in modo del tutto inconscio da particelle, quali i neuroni, che ammettono solo due valori 0 e 1. Essendo algoritmi, quindi, le funzioni mentali possono essere eseguite da qualsiasi macchina che è in grado di eseguire i passi necessari alla loro esecuzione. Ammettiamo, dice Block, che per compiere una data funzione mentale siano necessari, cioè coinvolti, circa un miliardo di neuroni. Secondo il funzionalismo l'interazione di questi neuroni, i quali non fanno altro che seguire in modo inconscio una determinata sequenza finita di passi, farebbero emergere l'esperienza cosciente.
Ora, continua Block, immaginiamo che al posto di un miliardo di neuroni ci sia una popolazione di un miliardo di persone, per esempio cinesi. Immaginiamo che questo miliardo di cinesi sia convinto ad eseguire i medesimi passi che i neuroni eseguono per elaborare una data funzione mentale. Tuttavia, la popolazione della Cina nel suo complesso non avrà alcuno stato mentale identico a quello che un cervello presenta.

## Le neuroscienze cognitive
La critica di Block è rivolta soprattutto verso ciò che Searle ha definito «l'intelligenza artificiale forte», secondo la quale «il calcolatore non è semplicemente uno strumento per lo studio della mente, ma piuttosto, quando sia programmato opportunamente, è una vera mente; è cioè possibile affermare che i calcolatori, una volta corredati da programmi giusti, letteralmente capiscono e posseggono gli altri stati cognitivi».
La critica di Block attacca però l'idea che tutte le funzioni mentali siano dei moduli eseguiti in modo computazionale. Questa prospettiva era in effetti quella dell'AI forte, la quale oggigiorno è stata abbandonata in favore dell'AI debole, per cui i calcolatori sono usati soprattutto per simulare le funzioni cognitive del cervello col fine di studiarle e comprenderle e non con l'assunto che un calcolatore possa essere un cervello. Le reti neurali artificiali hanno assunto recentemente questo importante compito di ricerca.
Churchland riporta di alcune reti neurali capaci di apprendere attraverso i propri errori ribilanciando automaticamente i valori delle unità che le compongono a seconda dei feedback derivati dagli output: se la rete esegue l'output corretto mantiene i valori delle unità, se invece non lo esegue li cambia in modo casuale finché il margine di errore dell'output non diviene davvero minimo. Ad esempio, alcune reti neurali aritificiali sono capaci, attraverso l'apprendimento autorganizzato per mezzo di opportuni feedback, a distinguere sottacqua le mine dalle rocce. Altre reti neurali sono capaci di apprendere automaticamente e sempre attraverso opportuni feedback a distinguere i diversi volti ed addirittura le espressioni emotive ed il sesso con un margine d'errore irrilevante. Alcune reti artificiali sono state in grado di apprendere le regole sintattiche della lingua inglese nonché la loro corretta pronuncia sempre mediante autorganizzazione.

Una rete neurale molto semplice. A seconda dei dati in entrata le prime unità (verdi) inviano la propria informazione - che può comprendere valori graduati tra 0 a 1 - alle unità intermedie (celesti) le quali, a loro volta, le invieranno a seconda della propria informazione - sempre valori gradati tra 0 a 1- alle unità in uscita (gialle). Tutto ciò accade in modo del tutto automatico attraverso trial-and-error.

Se i qualia non necessitano di essere coscienti, allora le funzioni cognitive di queste reti neurali artificiali hanno effettivamente dei qualia. Ancora di più se si pensa che possiamo sapere cosa si prova a distinguere un volto maschile da quello femminile o a pronunciare l'inglese. Se invece i qualia necessitano di essere coscienti, allora queste reti non hanno dei qualia giacché non sono coscienti. Ma noi distinguiamo il rosso dal blu o un viso triste da uno felice in modo del tutto inconscio ed automatico (anche se possiamo porre la nostra attenzione su questo evento mentale), il che significa che ciò avviene come se nel nostro apparato percettivo e sensoriali ci siano dei moduli neurali che funzionano proprio come quelli artificiali, dominio-specifici ed incapsulati, e che solo successivamente questi possono accedere alla coscienza.
Occorre osservare che il funzionalismo, nella sua versione contemporanea [cfr. Dretske supra; Fodor supra] rifiuta l'intelligenza forte. Ci sono certamente alcune attività, in particolare quelle legate all'apparato sensoriale e percettivo, che eseguono funzioni in modo computazionale. Queste attività sensoriali e percettive sono veri e propri moduli il cui compito è quello di elaborare in modo rapido, per questo sono anche incapsulati, i dati che provengono dall'esterno o dall'interno. E come si è detto alcune di queste funzioni, per quanto complesse, sono già state eseguite da reti neurali artificiali. Ma questo ovviamente non basta a far sì che un'attività cognitiva possa anche essere cosciente.
Secondo alcuni neuroscienziati cognitivi le funzioni cognitive, percettive e sensoriali sono ad un certo livello computazionali e modulari, dunque elaborano l'informazione in modo seriale. Queste funzioni sono però solamente quelle che vanno dal basso verso l'alto, ossia quelle di raccolta ed elaborazione di dati. Questi processi possono elaborare l'informazione in modo parallelo ed inconscio ma possono anche accedere ad un livello superiore, cioè quello cosciente. La coscienza, per questi studiosi, corrisponderebbe all'attenzione che in termini neurali non sarebbe altro che la memoria di lavoro, nella quale possono accedere più processi modulari alla volta. All'interno di questo spazio di lavoro globale (Global Workspace Theory, acronimo GWT proposta da Bernard Baars) il cervello può inviare informazioni dall'alto verso il basso compiendo così attività cognitive e motorie. L'attenzione può, per così dire, mettere in stand by alcuni processi modulari piuttosto che altri, a seconda della loro importanza. Ecco perché riusciamo a compiere più attività alla volta. 
Per esempio ci sarà capitato di guidare mentre stiamo discutendo con il nostro passeggero durante il tragitto. Spesso accade che non poniamo attenzione sulla guida in quanto la nostra attenzione è spostata verso le informazioni provenienti dalla discussione a cui stiamo partecipando. Nonostante ciò riusciamo a guidare automaticamente, in quanto il nostro cervello a livello attenzionale mette in stand by il processo del “guidare”, nonostante sia avviato a livello subconscio motorio e sensoriale. E ancora, è stato osservato che durante la battaglia i soldati non si accorgono di esser stati feriti tanto da non avvertire dolore. Patrick Wall ha ipotizzato che ciò avviene non perché queste persone ignorano tout court il dolore o perché i loro sistemi nervosi non hanno avviato i processi di difesa contro la lesione, ma perché la loro attenzione è spostata verso il combattimento ed infatti solo successivamente avvertono il dolore. Wall ha anche osservato che ciò accade in natura anche ad altre specie, citando quale esempio un purosangue che vinse un'importante gara nonostante durante la corsa si fosse rotto una zampa. 
Se i processi neurali che determinano i qualia avvengono in modo inconscio e solo alcuni, a seconda della loro importanza, emergono alla coscienza, allora viene meno una delle condizioni principali dei sostenitori dei qualia: l'esperienza soggettiva e fenomenologica.